# Antoine François Prévost

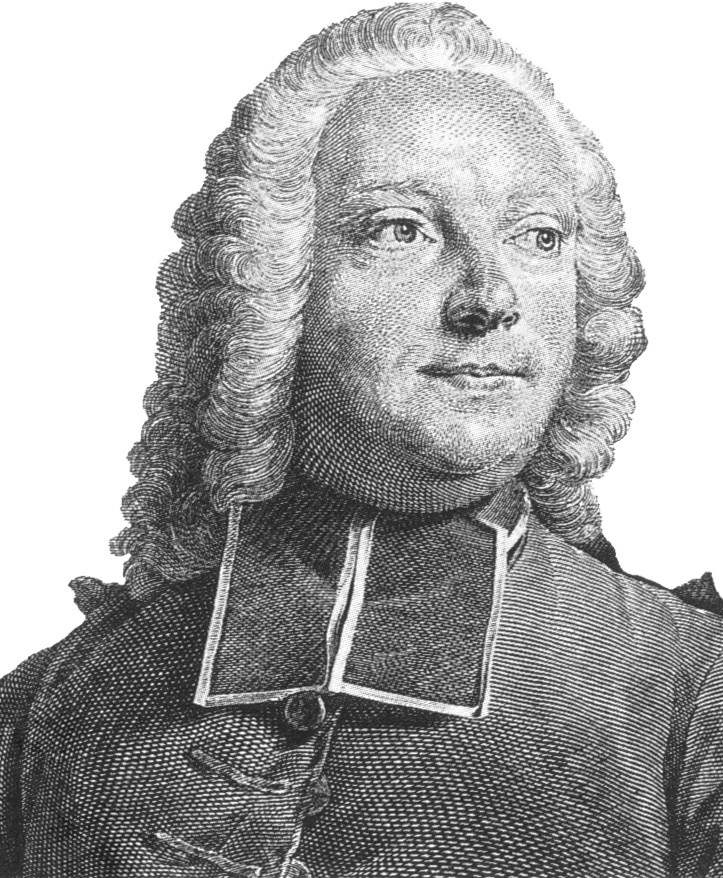
Abbé Prévost.

Antoine François Prévost d'Exiles, känd som abbé Prévost, född 1 april 1697, död 23 december 1763, var en fransk författare.
Prévost uppfostrades i en jesuitskola, blev novis i jesuitorden, trädde därefter krigstjänst för att efter en resa till Holland återvända till sin orden, från vilken han åter rymde med en ung kvinna för att sedan han blivit bedragen träda in i benediktinorden. Prästvigd 1728 tjänstgjorde han vid Saint-Germain-des-Prés i Paris men flydde 1728 utomlands. Efter att ha uppehållit sig sex år i England och Holland återvände Prévost till Frankrike, där han vid sidan av kyrklig tjänst fortsatte sin verksamhet som författare, på grund av dålig ekonomi driven till ständig produktion. Han var en av de viktigaste förmedlarna av engelsk litteratur i Frankrike under 1700-talet. I sin moraliska veckotidskrift Pour et contre (1733-1740) meddelade han långa utdrag ur engelska författare som Jonathan Swift och Richard Steele. Han översatte bland annat Samuel Richardsons romaner Pamela (1742) och Clarissa Harlowe (1751). Hans vurm för England präglar också hans romaner, som påverkats av bland andra Daniel Defoe och för vilka han hämtade motiv från livet i England. Hans romaner är pikareska skildringar i skräckromantisk stil. Den första, Mémoires et aventures d'un homme de qualité började utkomma 1728 (svensk översättning 1757). I denna ingick som volym 7 L'histoire du Chevalier des Grieux et de Manon Lescaut (1731, fullständig svensk översättning 1903), det enda av abbé Prévosts skönlitterära verk som behållit sin popularitet. Det är en fast komponerad kärleksskildring, kännetecknad av enkel stil och en fint genomförd psykologisk analys, särskilt av den manliga huvudkaraktären, en föregångare till sentimentala hjältar som Saint-Preux i Julie eller Den nya Héloïse eller Werther. 1732 utgavs Histoire de M. Cleveland och 1735 Le Doyen de Killérine.

## Verk översatta till svenska
- Memoires d'un honette homme
  - En fri-murares lefwernes beskrifning, utgifwen af et fruntimmer (översättning Anders Säfström, Stockholm, 1754)
- Histoire generale des voyages
  - Fransyska rese-beskrifwaren (översättning Carl Christoffer Gjörwell, Stockholm, 1778)
- Histoire du chevalier des Grieux et de Manon Lescaut (1731)
  - Manon Lescaut (översättning Klara Johanson, Wahlström & Widstrand, 1903)
  - Manon Lescaut (översättning Einar Ekstrand, B. Wahlström, 1926)
  - Manon Lescaut (översättning Greta Åkerhielm, Sohlman, 1961)
  - Manon Lescaut (översättning Bo Wickman, Niloe, 1985)

Ej identifierad svensk översättning
- Margrefwens af G eller en förnäm stånds-persons äfwentyr (översättning Pehr Cederhamn, Stockholm, 1757)

## Opera
Såväl Jules Massenet som Giacomo Puccini har komponerat operor baserade på Manon Lescaut.